# Orchesia bryophila
Orchesia bryophila es una especie de coleóptero de la familia Tetratomidae.

## Distribución geográfica
Habita en Tasmania (Australia).